# David Diamond
David Leo Diamond (9. července 1915 Rochester, New York – 13. června 2005 Brighton, Monroe County) byl americký hudební skladatel.

## Život
Narodil se v Rochestru, ve státě New York. Studoval na Eastmanově hudební škole univerzity v Rochestru (Eastman School of Music) a na Hudebním institutu v Clevelandu (Cleveland Institute of Music) u Bernarda Rogerse. Ve studiu pokračoval u Rogera Sessionse v New Yorku a Nadii Boulangerové v Paříži. Získal řadu cen v mezinárodních soutěžích včetně Guggenheimova stipendia. Záhy byl uznáván jako jeden z nejvýznamnějších představitelů americké hudby své generace.
Nejznámějším Diamondovým díle jsou Kruhy (Rounds) pro smyčcový orchestr z roku 1944. Mezi jeho dalšími díly je jedenáct symfonií, instrumentální koncerty, jedenáct smyčcových kvartetů, hudba pro dechové nástroje, pro klavír i vokální skladby. Zkomponoval rovněž hudbu k rozhlasovému seriálu stanice CBS Radio Network „Hear It Now“ (1950–51) a jeho televizní verzi „See It Now“ (1951–58).
Byl jmenován čestným skladatelem Symfonického orchestru Seattlu (Seattle Symphony). Řadu let vyučoval na Juilliardově akademii v New Yorku. Mezi jeho žáky byli Alan Belkin, Robert Black, Kenneth Fuchs, Albert Glinsky, Daron Hagen, Adolphus Hailstork, Anthony Iannaccone, Christopher James, Philip Lasser, Lowell Liebermann, Alasdair MacLean, Charles Strouse, Francis Thorne, Kendall Durelle Briggs a Eric Whitacre. Patrně rovněž poskytoval cenné rady kanadskému klavíristovi Glennu Gouldovi v jeho kompoziční činnosti. V roce 1995 byl vyznamenán National Medal of Arts.
Diamond zemřel ve svém domě v Brightonu v roce 2005 na srdeční selhání.

## Dílo
Balet
- TOM (1936)

Orchestrální skladby
- Symphony No. 1 (1940)
- Symphony No. 2 (1942–1943)
- Symphony No. 3 (1945)
- Symphony No. 4 (1945)
- Symphony No. 5 (1947–1964)
- Symphony No. 6 (1951)
- Symphony No. 7 (1957)
- Symphony No. 8 (1958–1960)
- Symphony No. 9 (1985)
- Symphony No. 10 (1987/2000)
- Symphony No. 11 (1989–1991)
- Psalm (1936)
- Elegy na památku Maurice Ravela (1937)
- Rounds pro smyčcový orchestr (1944)
- Koncertní kus pro velký orchestr (1939)
- Overture
- Heroic Piece
- The Enormous Room (1948)
- The World of Paul Klee

Koncerty
- Houslový koncert č. 1 (1937)
- Koncert pro malý orchestr (1940)
- Houslový koncert č. 2 (1947)
- Houslový koncert č. 3 (1976)
- Flétnový koncert (1986)
- Klavírní koncert
- Klavírní concertino
- Violoncellový koncert
- Kaddish pro violoncello a orchestr (1987)
- Romeo and Juliet

Dechový soubor
- Tantivy (1988)
- Hearts Music (1989)

Komorní hudba
- Smyčcový kvartet č. 1 (1940)
- Smyčcový kvartet č. 2 (1943–1944)
- Smyčcový kvartet č. 3 (1946)
- Smyčcový kvartet č. 4 (1951)
- Smyčcový kvartet č. 5 (1960)
- Smyčcový kvartet č. 6 (1962)
- Smyčcový kvartet č. 7 (1963)
- Smyčcový kvartet č. 8 (1964)
- Smyčcový kvartet č. 9 (1965–1968)
- Smyčcový kvartet č. 10 (1966)
- Koncert pro smyčcový kvartet (1936)
- Smyčcové trio (1937)
- Kvintet pro flétnu, klavír a smyčcové trio (1937)
- Kvartet pro klavír a smyčcové trio (1936/67)
- Partita pro hoboj, fagot a klavír (1935)
- Chaconne pro housle a klavír (1948)
- Kvintet pro klarinet, dvě violy a dvě violoncella (1950)
- Klavírní trio (1951)
- Dechový kvintet (1958)
- Noční hudba pro akordeon a smyčcový kvartet (1961)
- Klavírní kvartet (1937 rev. 1967)
- Sonáta pro housle a klavír č. 1 (1943–6)
- Sonáta pro housle a klavír č. 2 (1981)
- Canticle pro housle a klavír (1946)
- Perpetual Motion pro housle a klavír (1946)
- Chaconne pro housle a klavír (1948)
- Sonáta housle sólo
- Sonáta violoncello a klavír č. 1
- Sonáta violoncello a klavír č. 2 (1987)
- Sonáta violoncello sólo
- Koncertní kus pro lesní roh a smyčcové trio (1978)
- Koncertní kus pro flétnu a harfu (1989)
- Koncert pro dva klavíry (1942)
- Sonáta pro altsaxofon
- Nonet pro smyčce
- Sonatina pro akordeon

Klavír
- Sonáta č. 1 (1947)
- Sonáta č. 2 (1971)
- Sonatina č. 1 (1935)
- Sonatina č. 2 (1987)
- Preludium a fuga č. 1 C-dur
- Preludium a fuga č. 2 c-moll (1939)
- Preludium a fuga č. 3 e-moll
- Preludium a fuga č. 4 cis-moll (1939)
- Preludium, fantasie a fuga (1983)
- A Myriologue (1935; rev. 1969)
- Gambit (1967)
- Tomb of Melville (1950)
- 8 Piano Pieces
- Album pro mládež

Vokální skladby
- David Mourns for Absalom (1946)
- Vocalises pro soprán a violu (1935, revise 1956)
- This Sacred Ground (solo barytone, sbor, dětský sbor a orchestr, 1962)
- Prayer for Peace (sbor)
- Písně pro zpěv a klavír